# Acrosathe erberi
Acrosathe erberi är en tvåvingeart som beskrevs av Lyneborg 1986. Acrosathe erberi ingår i släktet Acrosathe och familjen stilettflugor. Inga underarter finns listade i Catalogue of Life.